# Ron Carter
Ronald Levin "Ron" Carter (født 4. maj 1937 i Ferndale, Michigan, USA) er en amerikansk bassist. Han er mest kendt som medlem af Miles Davis' kvintet fra 1960'erne. Han har ligeledes lavet plader i eget navn.
Han har desuden været en meget benyttet studiebassist op gennem 60'erne og 70'erne, bl.a. for impresarioen Creed Taylors CTI Records.